# Ahmed Shahabuddin
Ne doit pas être confondu avec l'homme politique Shahabuddin Ahmed.
Ahmed Shahabuddin (bengali : আহেমদ শাহাবুদ্দিন), né le 11 septembre 1950 à Dacca au Bangladesh, est un peintre figuratif aussi connu sous le nom de Shahabuddin. Il vit depuis 1974 à Paris ; il réside et travaille actuellement dans le 13e arrondissement.

## Biographie
Shahabuddin participe comme commandant de section au Mouvement de Libération du Bangladesh en 1971, guerre d'indépendance qui a une forte influence sur son œuvre. Par la peinture, il fixe des scènes de ce conflit comme des figures saillantes de celui-ci, telle Sheikh Mujibur Rahman. À ce titre, il reçoit en 2000 le Prix national de l'indépendance, la récompense la plus honorable du pays,. Après le conflit armé, Shahabuddin étudie les arts à l'Academy of Fine Arts à Dacca avant de poursuivre ses études à l'École Nationale des Beaux-Arts à Paris.
Peintre figuratif au trait suggestif et baroque, au geste fougueux, il est initialement influencé par Francis Bacon. Il focalise souvent son œuvre sur la seule figure humaine, souvent représentée sur un fond neutre la magnifiant. À l'occasion des Jeux olympiques d'été de 1992, Shahabuddin est élu l’un des « 50 maîtres de l’Art contemporain » lors de l’Olympiade des Arts (Olimpiada cultural - avril à août 1992) à Barcelone. Il est nommé Chevalier des Arts et des Lettres en 2014 pour sa contribution à l'art en France.
Il expose partout à travers le monde, tant dans des galeries privées que des musées publics. Certains de ses tableaux figurent dans les collections permanentes de musées : musée national du Bangladesh à Dacca, National Gallery of Modern Art à New-Delhi en Inde, British Museum à Londres, Musée national d'histoire (Bulgarie) à Sofia, musée olympique de Séoul en Corée, Musée national du Palais à Taipei en Chine, musée olympique de Lausanne en Suisse, Musée municipal de Bourg-en-Bresse,
Fundación Jaume II el Just (es) à Valence et au Musée d'Art Contemporain d'Elche (es) (MACE) en Espagne, etc.
Un grand nombre de ses œuvres de grands formats font partie des collections permanentes de galeries en Europe : France, Espagne, Angleterre, Pologne - en Asie : Bangladesh, Inde, Singapour - au Moyen-Orient : Liban - aux États-Unis : Floride, New York, etc. En France, les œuvres de Shahabuddin sont en exposition permanente à la Galerie Samagra, la Galerie du Fleuve à Paris, la Galerie Jas de la Rimade et la Galerie Daniel Besseiche.
Ses expositions les plus récentes (2015/2016) se sont déroulées en France, au Bangladesh et en Inde.
En septembre 2018, les éditions d'art Somogy consacre une monographie au peintre, intitulée "Ahmed Shahabuddin"  (ISBN 978-2-7572-0909-7).
Ses peintures sont souvent négociées chez Drouot, Artcurial, Christie's et Versailles Enchères.

## Récompenses
- Chevalier de l'Ordre des Arts et des Lettres (2014)
- Shadhinota Puroshker (2000)
- Bangla Academy Award (1974)